# عاصي عازر
عاصي عازار (بالعبرية: אסי עזר؛ ولد 10 يونيو 1979) مقدم برامج تلفزيونية إسرائيلي شارك في استضافة برنامج الأخ الأكبر مع إريز طال حتى عام 2015 و ذلك تقديم النجم الصاعد مع روتم سيلا. وهو أيضًا منشئ المسلسل التلفزيوني الكوميدي الرومانسي، ومسلسل التلفزيوني الجميلة والخباز . شاركت آزار في استضافة مسابقة الأغنية الأوروبية 2019 في تل أبيب.

## نشأته
وُلد عازار في حولون، إسرائيل. هو ينحدر من يهود بخارى ويهود اليمن. في عام 2005 أعلن عازار بأنه مثلي الجنس. بعد ذلك بفترة وجيزة، بدأ العمل في إنشاء فيلم وثائقي، بعنوان «أمي وأبي: لدي شيء لأخبركم به».

## حياته الشخصية
في 11 أبريل 2016 ، تزوج عازار من صديقه الكتالوني ألبرت إسكولا بينيت في حفل أقيم في برشلونة.

## روابط خارجية
- عاصي عازر على موقع IMDb (الإنجليزية)
- عاصي عازر على موقع قاعدة بيانات الفيلم (الإنجليزية)

- عاصي عازر في قاعدة بيانات الأفلام على الإنترنت